# Olvenstedter Straße 72
Das Gebäude Olvenstedter Straße 72 war ein denkmalgeschütztes Wohnhaus in Magdeburg in Sachsen-Anhalt.

## Lage
Es befand sich in einer Ecklage auf der Südseite der Olvenstedter Straße im Magdeburger Stadtteil Stadtfeld Ost, nahe an deren östlichem Ende. Westlich des Hauses lag die Maxim-Gorki-Straße, östlich der Damaschkeplatz.

## Architektur und Geschichte
Der viergeschossige verputzte Bau war nach 1897 für den Kaufmann Carl Stange errichtet wurden. Als Plan diente dabei ein bereits 1894 erarbeiteter Entwurf der Maurermeister F. Burmeister und C. Loewe (Nachfolger). Zuvor befand sich an dieser Stelle ein im 1. Festungsrayon der Festung Magdeburg befindlicher frei stehender Wirtschaftshof.
Die straßenseitigen Fassaden des Hauses waren repräsentativ im Stil des Eklektizismus gestaltet. Die Gliederung der Fassade erfolgte im Stil der Neorenaissance, wobei auch neobarocke Stuckverzierungen zum Einsatz kamen. An den äußeren Enden bestanden zur Straße weisende Schweifgiebel. Die auf diesen Giebeln ursprünglich bestehenden Zierelemente fehlten Anfang des 21. Jahrhunderts bereits. Im Erdgeschoss unterhalb der Schweifgiebel war jeweils eine große Durchfahrt angeordnet. Die Ecksituation war durch einen vor die drei oberen Geschosse gesetzten einachsigen Kastenerker betont. Dieser war ursprünglich mit einer Haube bekrönt, die jedoch ebenfalls Anfang des 21. Jahrhunderts nicht mehr vorhanden war. Unterhalb des Erkers befand sich ein Eingang. Auf der linken Seite gab es vor den oberen Geschossen einen zweiachsigen Kastenerker, rechts befand sich ein schmaler Dreiecksgiebel.
Im örtlichen Denkmalverzeichnis war das Wohnhaus unter der Erfassungsnummer 094 17254 als Baudenkmal verzeichnet.

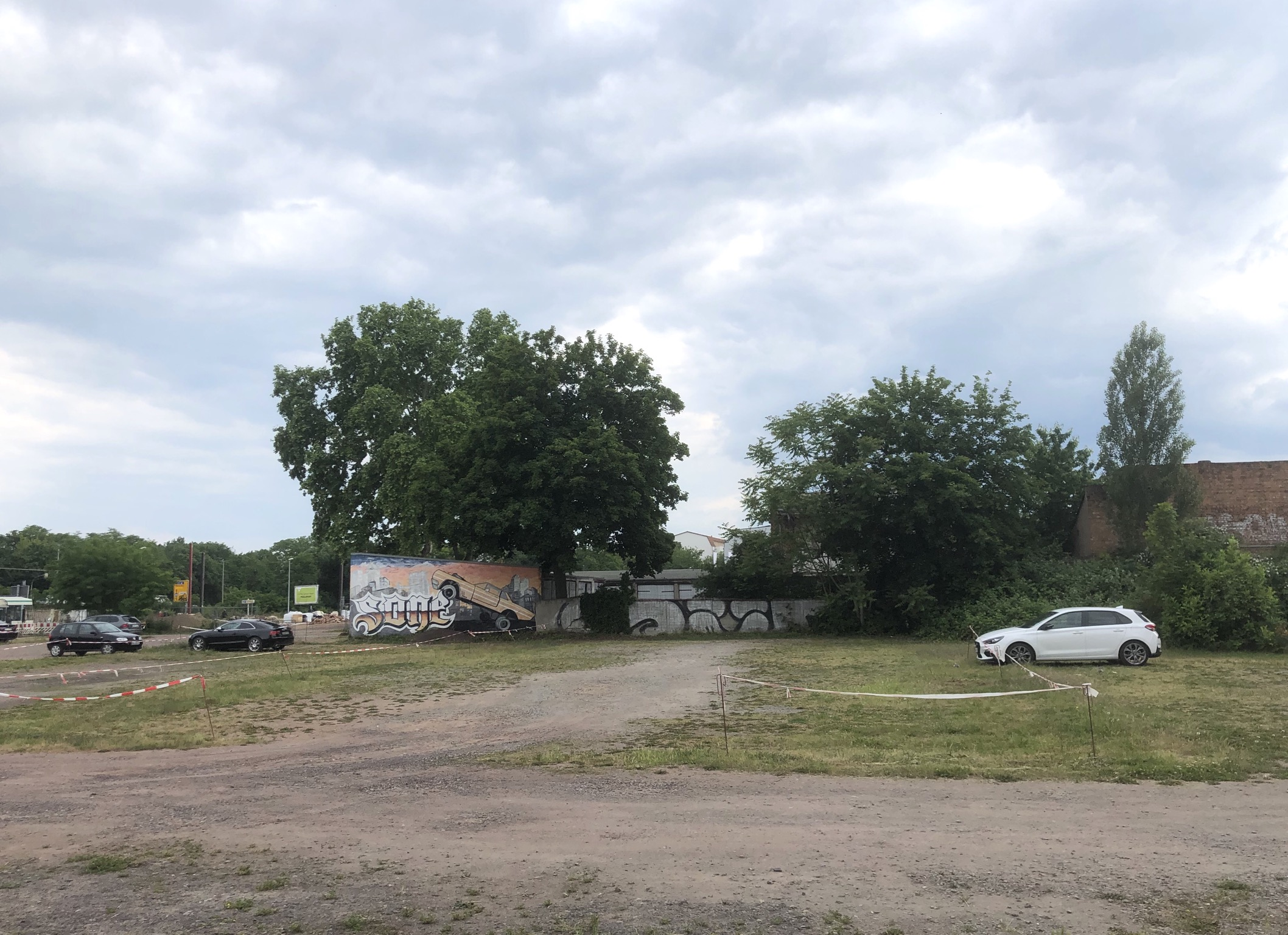
Unbebautes Grundstück Olvenstedter Straße 72, Blick von Norden, 2020

Das Gebäude war als letzter Rest einer ursprünglich vollständigen Blockrandbebauung des Gebiets am Damaschkeplatz erhalten geblieben und galt als städtebaulich bedeutsam. Dies insbesondere als Gegenstück zum erhaltenen Wilhelma-Haus auf der nördlichen, gegenüberliegenden Straßenseite. Das Gebäude stand über längere Zeiträume leer und war sanierungsbedürftig. Im Jahr 2007 erfolgte die Genehmigung eines Abbruchantrags. Tatsächlich erfolgte ein Abriss des Hauses. Derzeit (Stand 2020) steht das Grundstück weiterhin leer.